# Lebenslang Grün-Weiß
Lebenslang Grün-Weiß ist der Titel eines Liedes, das von den Original Deutschmachern geschrieben und veröffentlicht wurde. Es ist seit 2004 die offizielle Vereinshymne des Fußballvereins Werder Bremen.

## Entstehung
Das Lied wurde von Arnd Zeigler und Berthold Brunsen 2004 veröffentlicht. Es wurde erstmals am 32. Spieltag der Fußball-Bundesligasaison 2003/04 gespielt. Nach dem Pokalsieg des SV Werder gegen Alemannia Aachen wurde der Text leicht abgeändert. Das Lied erlangte sofortige Popularität durch das gewonnene Double. Das Lied befindet sich auf dem Album Werder Bremen – Deutscher Meister 2004, zusammen mit weiteren bekannten Vereinsliedern der Original Deutschmacher.

## Inhalt
In dem Lied geht es hauptsächlich um die Double-Saison 2003/04 des SV Werder Bremen und den damit verbundenen Erfolg. Es wird aber auch die Verbundenheit mit den Fans, mit der Stadt und die Vereinsphilosophie thematisiert. Lebenslang Grün-Weiß ist in zwei Strophen, eine Bridge (zweimal gespielt), einen Refrain (dreimal gespielt) und einen Zwischenabschnitt, bestehend unter anderem aus Live-Kommentaren eines Spieles, eingeteilt.
In der ersten Strophe wird vor allem die Besonderheit der Mannschaftsleistung hervorgehoben. So heißt es unter anderem: „Wir lebten Fußball mit Herz und Verstand und spielten den Rest an die Wand.“
In dem Refrain wiederum, besonders allerdings in der Bridge, werden besonders die Fans gefeiert und aufgefordert den Erfolg zu feiern. So heißt es:
„Hebt die Hände hoch, zeigt den Werder-Schal, wir sind Meister und ha’m den Pokal“
„Werder Bremen, lebenslang Grün-Weiß, wir gehör’n zusammen, ihr seid cool und wir sind heiß,“
„Werder Bremen, unser Leben lang und der neue Deutsche Meister kommt wieder mal vom Weserstrand.“
Die zweite Strophe handelt von der Bedeutung für Bremen sowie dem Weserstadion. So heißt es: „Ganz Bremen ist im grün-weißen Bereich […] im Weserstadion, am Osterdeich ist Fußball wieder zuhaus.“

## Versionen
Es gibt mehrere Versionen des Liedes, sowohl von Arnd Zeigler und Berthold Brunsen. Eine der bekanntesten ist die Version von 2019, die für das Jubiläums-Musikalbum Lauter Werder entstand. In dieser wurden hauptsächlich die Kommentare zwischen dem zweiten und dritten Refrain verändert.
Auch die Band Afterburner, bekannt durch Lieder wie Wir sind Werder Bremen, coverte den Song. In dieser Version heißt es anstatt „Wir sind Meister und ha’m den Pokal“, „Wir wer’n Meister und hol’n den Pokal.

## Rezeption

### Chartplatzierungen
Lebenslang Grün-Weiß stand 8 Wochen in den deutschen Charts und erreichte dabei Platz 44.

### Auszeichnungen
In der ZDF-Sendung Unsere Besten – Jahrhundert-Hits im Jahre 2005 wurde Lebenslang Grün-Weiß auf Platz 29 gewählt und war damit zu dieser Zeit die bekannteste Fußball-Hymne Deutschlands.

## Bedeutung
Durch die Verbindung zum sportlich erfolgreichsten Jahr der Vereinsgeschichte 2004, hat Lebenslang Grün-Weiß eine große Bedeutung in der Fangemeinschaft von Werder Bremen. Das Lied wird bei jedem Heimspiel kurz vor dem Anpfiff im Weserstadion gespielt. Dort besitzt Lebenslang Grün-Weiß die besondere Stellung als offizielle Vereinshymne. Im Stadion interagieren die Fans mit dem Lied. Beispielsweise wird bei der Textzeile „[…] und Deutschland klatscht Werder Applaus“ von den Fans applaudiert. Da im Lied Original-Kommentare des Spiels gegen Bayern München, am 32. Spieltag abgespielt werden, besitzt es zudem nostalgische Elemente. Auch bei besonderen Ereignissen, wie dem Abschiedsspiel von Torsten Frings oder dem Bremer Freimarkt 2012, wurde Lebenslang Grün-Weiß gespielt.